# 米箩镇
米箩镇，是中华人民共和国贵州省六盤水市水城区下辖的一个乡镇级行政单位。
2015年6月4日，贵州省人民政府批复同意水城县乡镇行政区划调整，新设置的米箩镇辖原米箩布依族苗族彝族乡地域，镇人民政府驻米箩村。

## 行政区划
米箩镇下辖以下地区：
米箩村、倮么村、草果村、俄戛村和铜厂村。